# Кыштым (станция)

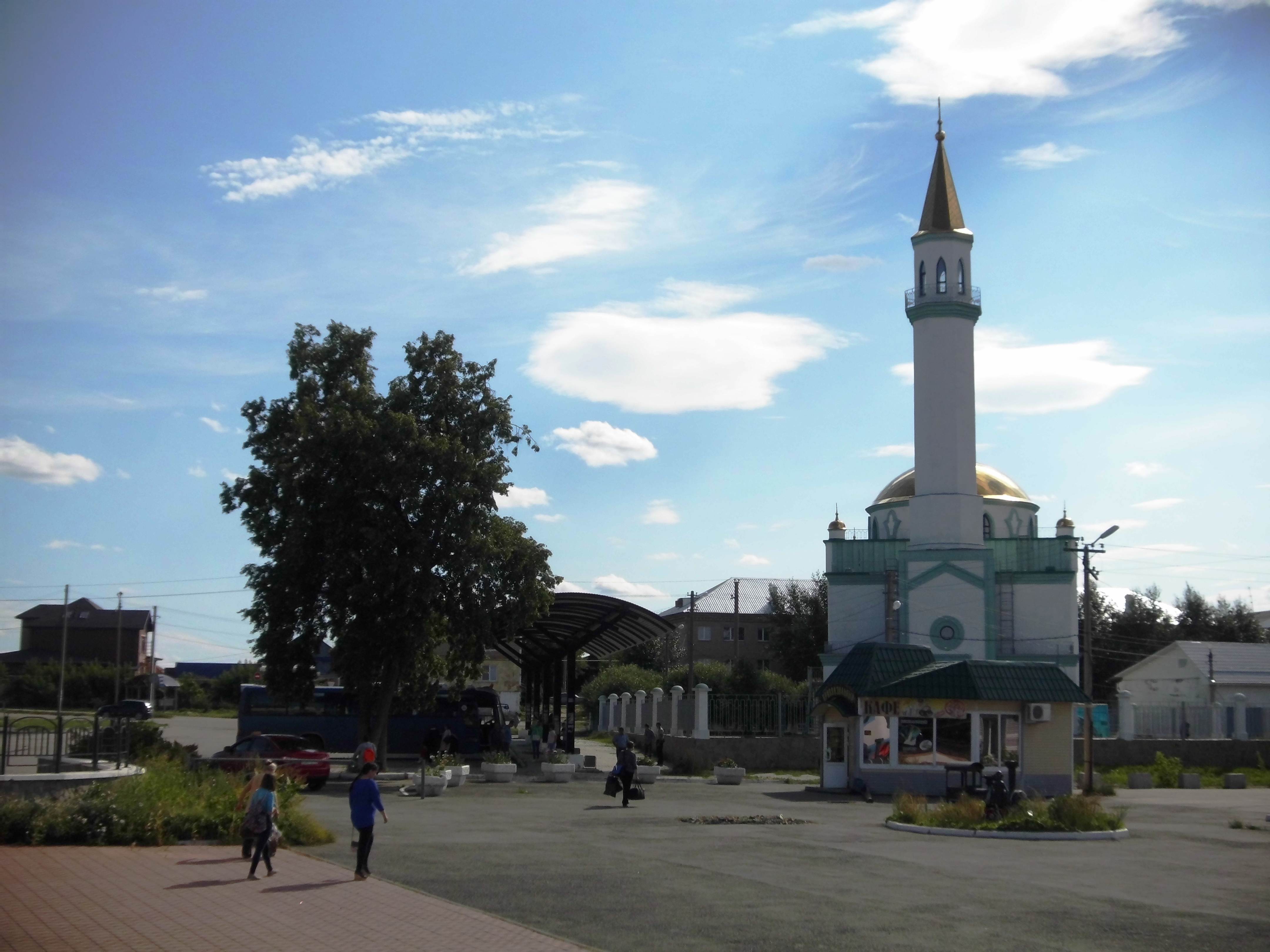
У железнодорожного вокзала станции расположены мечеть и посадочные площадки автостанции

Кыштым — грузопассажирская узловая железнодорожная станция Челябинского региона Южно-Уральской железной дороги, расположена в городе Кыштыме Челябинской области.

## История
Станция размещена на неэлектрифицированной ветке Челябинск — Кыштым — Верхний Уфалей — Полевской — Екатеринбург (ветка построена в 1896 г. и соединила изолированную до этого Уральскую железную дорогу с Самаро-Златоустовской). 28 (15) октября 1896 г. в Кыштым прибыл первый паровоз.
Изначально границы населённого пункта находились от станции на расстояний: Верхне-Кыштымского завода около 2 км, Нижне-Кыштымского завода около 1 км. Первоначальное название станции — Кыштымѣ.
Вокзал железнодорожной станции до 2003 года был деревянным, в 2005 году введено в эксплуатацию новое здание после сноса старого. Также был оборудован пост ЭЦ.

## Пассажирские перевозки
Пассажирские перевозки на станции осуществляются подвижным составом поездов пригородного сообщения (РА2).

### Пригородное сообщение по станции
| № поезда | Маршрут движения                   | № поезда | Маршрут движения                   |
| -------- | ---------------------------------- | -------- | ---------------------------------- |
| 6901     | Челябинск-Главный — Верхний Уфалей | 6902     | Верхний Уфалей — Челябинск-Главный |
| 6903     | Челябинск-Главный — Верхний Уфалей | 6904     | Верхний Уфалей — Челябинск-Главный |

### Дальнее следование по станции
По состоянию на июнь 2019 года через станцию курсируют следующие поезда дальнего следования:
| № поезда | Маршрут движения            | № поезда | Маршрут движения            |
| -------- | --------------------------- | -------- | --------------------------- |
| 191      | Челябинск — Санкт-Петербург | 192      | Санкт-Петербург — Челябинск |
| 341      | Оренбург — Нижневартовск    | 342      | Нижневартовск — Оренбург    |
| 351      | Уфа — Приобье               | 352      | Приобье — Уфа               |
| 379      | Оренбург — Новый Уренгой    | 380      | Новый Уренгой — Оренбург    |
| 689      | Челябинск — Екатеринбург    | 690      | Екатеринбург — Челябинск    |

Ежегодно, в канун 9 мая, начиная с 2008 года, на станцию прибывает один из четырёх ретро-поездов ЮУЖД, посвящённых празднованию Дня Победы с ветеранами. Поезд, ведомый паровозом Л-4429, следует со станции Челябинск-Главный и обратно.

## Грузовая работа
На станции Кыштым места общего пользования представлены: контейнерная площадка , площадка для погрузки и выгрузки тяжеловесных грузов, повышенный путь для выгрузки сыпучих грузов.